# Pablo Sándiford
Pablo Sándiford Amador (Durán, 22 giugno 1922 – 6 gennaio 1992) è stato un cestista ecuadoriano.

## Carriera
Con l'Ecuador ha disputato i Campionati del mondo del 1950, segnando 34 punti in 5 partite.